# Mary Beth McDonough
Pour les articles homonymes, voir McDonough.
Mary Beth McDonough est une actrice, réalisatrice, scénariste et productrice américaine née le 4 mai 1961 à Van Nuys, Californie (États-Unis).

## Filmographie

### En tant qu'actrice
- 1971 : The Homecoming: A Christmas Story (TV) : Erin
- 1981 : Lovely But Deadly : Denise
- 1981 : Midnight Offerings (TV) : Robin Prentiss
- 1981 : The Other Victim (TV) : Zemack's girl friend
- 1982 : A Wedding on Walton's Mountain (TV) : Erin Walton
- 1982 : Mother's Day on Waltons Mountain (TV) : Erin Walton
- 1982 : A Day for Thanks on Walton's Mountain (TV) : Erin Northridge
- 1983 : Cérémonie mortelle (Mortuary) de Howard Avedis : Christie Parson
- 1984 : Snowballing : Karen
- 1985 : Waiting to Act : Linda
- 1986 : Impure Thoughts : Sister Juliet
- 1963 : Hôpital central ("General Hospital") (série TV) : Heidi Hopkins (1986) as Mary McDonough (unknown episodes)
- 1987 : Funland : Kristen Cumming
- 1990 : Mom : Alice
- 1993 : A Walton Thanksgiving Reunion (TV) : Erin Walton Northridge
- 1994 : Heaven Sent : Kathy Chandler
- 1995 : A Walton Wedding (TV) : Erin
- 1997 : One of Those Nights : Andrea Harris
- 1997 : A Walton Easter (TV) : Erin Walton Northridge
- 2006 : Ma grand-mère est riche (Where There's a Will) (TV) : Docteur Burton

### En tant que réalisatrice
- 2000 : For the Love of May

### En tant que scénariste
- 2000 : For the Love of May

### En tant que productrice
- 1998 : Creampuff